# Morgi (powiat sokólski)
Morgi – wieś w Polsce położona w województwie podlaskim, w powiecie sokólskim, w gminie Suchowola.
Wieś królewska ekonomii grodzieńskiej położona była w końcu XVIII wieku  w powiecie grodzieńskim województwa trockiego. W latach 1975–1998 miejscowość należała administracyjnie do województwa białostockiego.
Wierni kościoła rzymskokatolickiego należą do parafii św. Apostołów Piotra i Pawła w Suchowoli.